# Kawasaki Vulcan
Kawasaki Vulcan (или Kawasaki VN) — семейство мотоциклов типа круизер японской компании Kawasaki. Эти мотоциклы выпускаются с 1984 года, как правило, с V-образными двигателями  объемом от 400 см3 до 2053 см3. Внешний вид вдохновлен дизайном мотоциклов марки Harley-Davidson, вплоть до имитации хромированной крышки воздушного фильтра.

## Модели

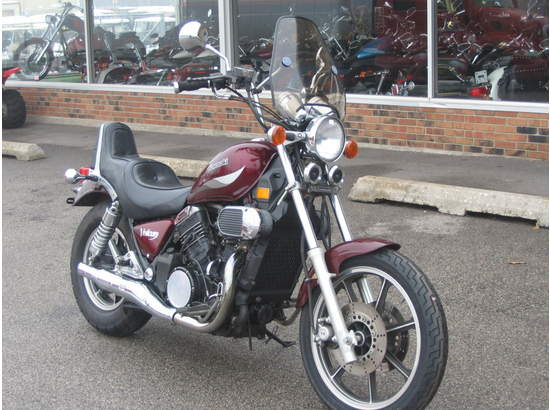
Kawasaki VN700

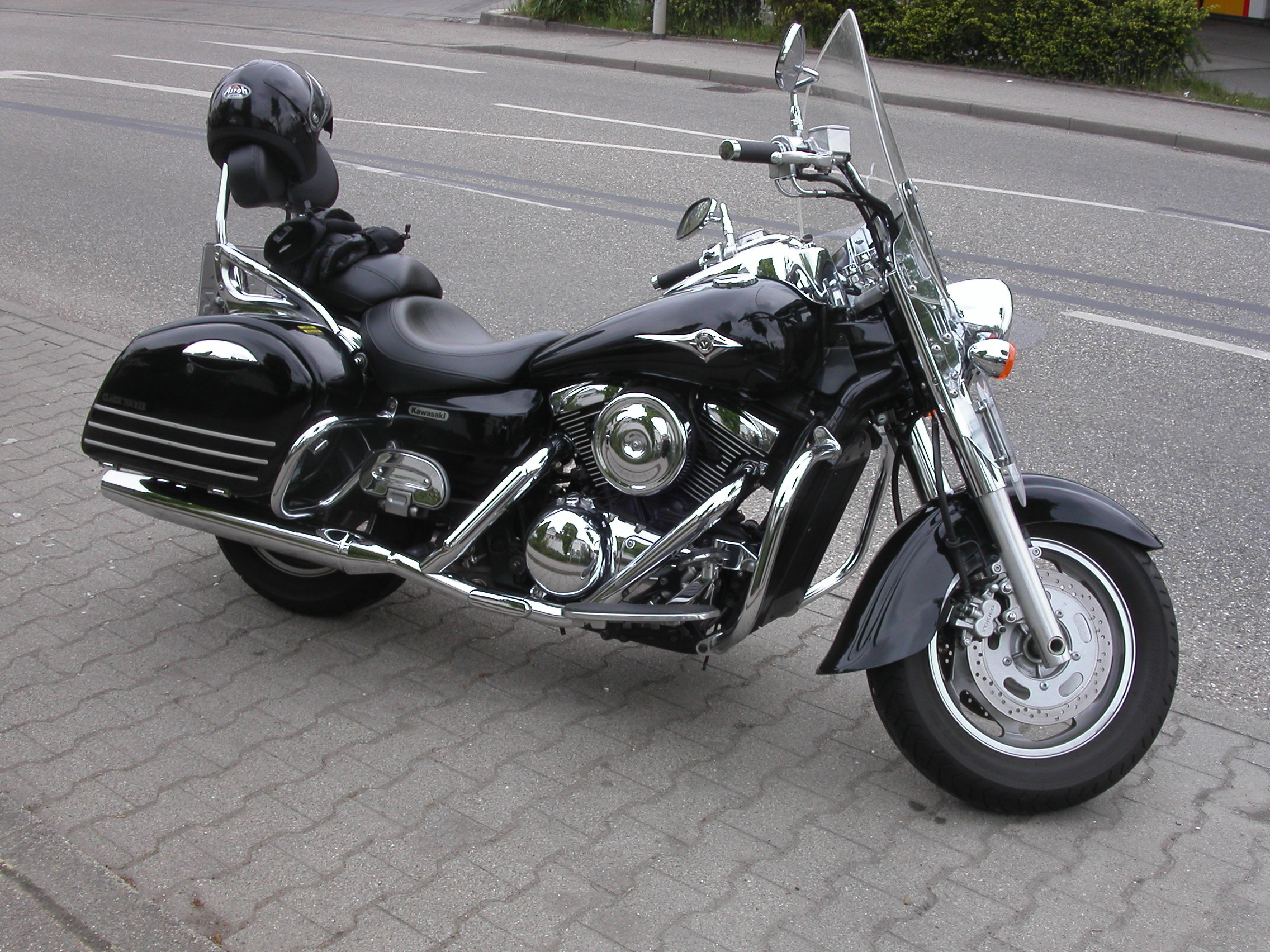
Kawasaki VN1600 Classic

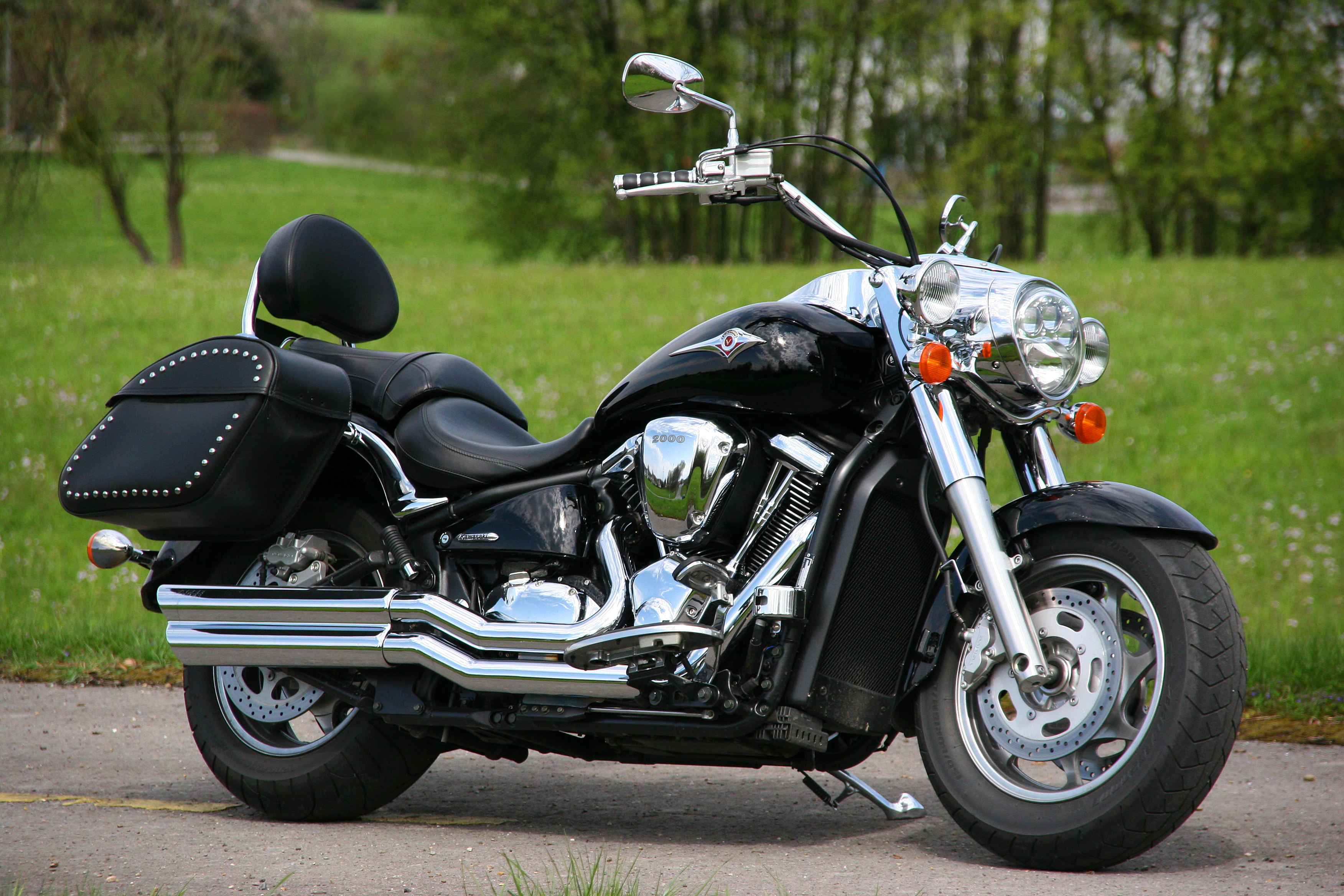
Kawasaki VN2000

- Vulcan 400
- Vulcan 500
- Vulcan 500 LTD
- Vulcan VN700Kawasaki VN700
- Vulcan VN750
- Vulcan VN800
- Vulcan VN800 Classic
- Vulcan 800 Drifter
- Vulcan 900 Classic
- Vulcan 900 Classic LT
- Vulcan 900 Custom
- Vulcan 88
- Vulcan 88SE
- Vulcan 1500
- Vulcan 1500 Classic
- Vulcan 1500 Classic Fi
- Vulcan 1500 Drifter
- Vulcan 1500 L
- Vulcan 1500 Mean StreakKawasaki VN1600 ClassicKawasaki VN2000
- Vulcan 1500 Nomad
- Vulcan 1500 Nomad Fi
- Vulcan 1600 Classic
- Vulcan 1600 Mean Streak
- Vulcan 1600 Nomad
- Vulcan 1700 Classic
- Vulcan 1700 Classic LT
- Vulcan 1700 Nomad
- Vulcan 1700 Voyager
- Vulcan 2000
- Vulcan 2000 Classic
- Vulcan 2000 Classic LT
- Vulcan 2000 Limited